# Inini
Inini foi um território interior da Guiana Francesa, administrado separadamente entre 6 de julho de 1930 de 19 de março de 1946, quando toda a Guiana Francesa se tornou um departamento ultramarino da França. Sua capital era Saint-Élie e provavalmente consistia de boa parte do interior da atual Guiana Francesa. O propósito era desenvolver o interior separado da área costeira em volta de Cayenne.